# Dong-Yo Da-Di
Dong-Yo Da-Di (東嶽大帝 Dōng yuè dà dì) var i kinesisk mytologi högste minister under Yu-Huang, känd som Härskare över den Östra Bergstoppen, och förknippades med Dong Wang Gong.